# Vasile Hobjilă
Vasile Hobjilă (n. 1 ianuarie 1948, Mănăstirea Doamnei, Județul Botoșani – d. 29 iulie 2004) a fost un inginer român și om politic. Hobjilă a fost ales deputat român în legislatura 1990–1992, ales în județul Iași pe listele Partidul Democrat Agrar din România.
S-a născut la 1 ianuarie 1948 în comuna Mănăstirea Doamnei din Județul Botoșani. A absolvit Liceul August Treboniu Laurian din Botoșani în anul 1966 și Facultatea de Construcții seria Construcții Civile, Industriale și Agricole din cadrul Institutului Politehnic din Iași în anul 1971.
Repartizat în învățământul superior, parcurge treptele de preparator (1971), asistent (1974), șef de lucrări (1980), conferențiar (1990) și profesor universitar în anul 1992.
A activat la Facultatea de Construcții și Arhitectură până în anul 1980 și apoi la Facultatea de Hidrotehnică din cadrul Institutului Politehnic din Iași, la disciplinele Beton armat și precomprimat, Construcții din beton armat, Tehnologia construcțiilor  hidrotehnice, Calculul matricial al structurilor,  Calculul construcțiilor hidroedilitare și Metoda elementelor finite și de frontieră.
A devenit doctor inginer din anul 1985 cu tema „Contribuții la stadiul comportării seismice a structurilor etajate în cadre din beton precomprimat”.
A fost ales deputat în perioada 1990-1992 pe listele Partidului Democrat Agrar din România.
În anul 1994 înființează cu un grup de colegi, Societatea Comercială POLIASCAS având ca  domeniu de activitate proiectarea și expertizarea construcțiilor.
A conceput, proiectat, cercetat teoretic și experimental introducând/promovând în practică sisteme constructive noi în Botoșani (1980), Piatra Neamț (1987), și unele originale la Iași (1985), pentru construcții din beton armat și în special din beton precomprimat.
A publicat peste 135 lucrări științifice, din care 21 peste hotare (Roma, Istambul, Alger, Stockholm, Lisabona, Moscova, Tokyo, Wairakal - Noua Zeelandă – Jerusalem, Cracovia), la manifestări științifice ale FIP, CIB, CEB, EAEE și WAEE.
A elaborat 20 manuale universitare, din care 8 ca prim autor și 12 în colaborare cu profesorii săi, care i-au influențat  în mod hotărâtor destinul profesional, între care amintim pe prof.univ.dr.ing. Anatolie Mihul și prof.univ,dr.ing. Alexandru Negoiță.
Laureat al premiului Academiei Române „Anghel Saligny”, ramura construcții, în 1992, pentru capitolul 16 din lucrarea „Aplicații ale ingineriei seismice”, volumul 2, apărut la Editura Tehnică București în 1990, sub coordonarea prof.univ.dr.ing. Alexandru Negoiță.
A fost conducător de doctoranzi, din anul 1996, în specialitatea „Construcții din beton armat și precomprimat”.
La data de 29 iulie 2004, la vârsta de  aproape 56 ani, se stinge fulgerător din viață, în plină activitate creatoare.
La Editura CERMI Iași, cu care a colaborat o lungă perioadă de timp, a lansat cea mai mare parte a lucrărilor sale științifice. Din aceste lucrări amintim câteva:
- Rezervor circular din beton precomprimat cu fascicole postîntinse segmentate. Vol.1 – Elemente de calcul hidraulic și static.
- Beton precomprimat în condiții de exploatare normale și speciale – cutremure repetate -.
- Complemente  privind proiectarea și expertizarea unor tipuri de construcții hidrotehnice. Vol.1 – Elemente teoretice -.
- Calculul structurilor construcțiilor hidroedilitare. Vol.1 - Elemente teoretice -.
- Calculul structurilor construcțiilor hidroedilitare. Vol. 3.
- Clădiri administrative etajate  în cadre hiperstatice din beton precomprimat
- Sinteze teoretice și aplicații privind calculul matriceal al structurilor. Metode exacte și metode numerice.